# Thouars-sur-Arize
 Thouars-sur-Arize  là một xã ở tỉnh Ariège, thuộc vùng Occitanie ở phía tây nam nước Pháp.